# Ogallala (Nebraska)
Ogallala je grad u američkoj saveznoj državi Nebraska. Prema popisu stanovništva iz 2010. u njemu je živjelo 4,737 stanovnika.